# Гоенварт
Гоенварт (нім. Hohenwart) — громада в Німеччині, розташована в землі Баварія. Підпорядковується адміністративному округу Верхня Баварія. Входить до складу району Пфаффенгофен.
Площа — 52,21 км2. Населення становить 4764 ос. (станом на 31 грудня 2020).